# 大森久司
大森 久司（おおもり ひさじ、1901年8月5日 - 1976年8月13日）は、日本の政治家。位階は正四位。勲等は勲二等。参議院議員（2期）。奈良県議会議長。奈良県議会議員（6期）。奈良市議会議員（3期）。

## 略歴
奈良県桜井市初瀬町生まれ。旧制奈良県立畝傍中学校、関西学院大学卒業。
1930年、奈良市で大徳電気商会を設立。1944年、軍需省軍需監理部から発せられた「電気工事業整備要綱」に基づいて近畿地方の電気工事業者が統合し、設立された近畿電気工事株式会社の取締役に就任。
1961年、きんでん取締役社長。
1965年の第7回参議院議員通常選挙奈良地方区から自由民主党公認で立候補し、初当選。1971年、第9回参議院議員通常選挙再選。1972年の田中派の結成に理事として参加。
1973年11月の秋の叙勲で勲二等に叙され、旭日重光章を受章した。
議員在職中の1976年8月13日、急性肺炎のため、東京慈恵医大附属病院で死去した。75歳没。同月17日、特旨を以て位記を追賜され、死没日付をもって正四位に叙され、銀杯一組を賜った。哀悼演説は同年9月16日、参議院本会議で向井長年により行われた。
大森の死去に伴う欠員補充の補欠選挙は同年9月26日に執行され、前天理市長の堀内俊夫が後継候補となり、当選している。

## 役職
- 自由民主党奈良県連会長[6]
- 奈良県商工会議所連合会長[2]
- 大阪商工会議所議員[2]

## 栄典
- 1957年 - 藍綬褒章[1]
- 1973年 - 勲二等旭日重光章[1]